# Alberto Ochoa Manzur
Alberto Carlos Ochoa Manzur es un empresario colimense. Nació el 11 de septiembre de 1960 en la ciudad de Colima, siendo hijo de Alicia Manzúr Novela y Alberto Carlos Ochoa Águila. Durante su juventud trabajó junto a su padre en el proceso de producción de limón e industrialización, así como la ganadería. Estudió leyes en la Facultad de Derecho de la Universidad de Colima. A sus 20 años de edad trabaja en la Ciudad de México, donde se hace cargo de diversas empresas. Luego efectúa una licenciatura en comercio internacional en el Instituto Politécnico Nacional. Fue candidato a gobernador de Colima por el Partido Socialdemócrata y Partido de la Revolución Democrática durante las Elecciones estatales de Colima de 2009, luego de examinarse por parte del PRD las candidaturas de Carlos Sotelo García, Armando González Manzo, Mario Delgado Carrillo y Carlos Vázquez Oldenbourg,  estableciendo un frente común, entre PRD y PSD apoyando así a la candidatura ciudadana de Alberto Carlos Ochoa Manzur. Dicha postulación generó la renuncia al PRD de Armando González Manzo, Mercedes Carrazco Zúñiga, Reené Díaz Mendoza y Jesús Orozco Alfaro por apoyar la campaña de Mario Anguiano Moreno, acusándolo de estar vinculado a la derecha política. Ochoa Manzur registró 2.1% de la votación, la más baja en la historia del partido.                